# 加藤隼人
加藤 隼人（かとう はやと、1978年12月13日 - ）は、日本の声楽家。東京都三鷹市出身。血液型はA型。

## 来歴
洗足学園音楽大学卒業、同大学大学院修士課程を修了。島田恒輔、松西正秀に師事。同大学卒業時に優秀賞を受賞し、卒業演奏会に出演。
これまでにベートーヴェン「第九」、プーランク「仮面舞踏会」、シューベルト「ミサ ト長調」、フォーレ「レクイエム」など多数のソロを務める。オペラでは「カルメン」のエスカミーリョ、「トスカ」のアンジェロッティ、シャッローネ、看守、「フィガロの結婚」のフィガロ、伯爵、「魔笛」のザラストロ、パパゲーノ、武士、「コジ・ファン・トゥッテ」のグリエルモ、「ドン・ジョヴァンニ」のドン・ジョヴァンニ、マゼット、「ジャンニ・スキッキ」のアマンティオ、「泣いた赤鬼」の青鬼、「ヘンゼルとグレーテル」のペーターなどを演じる。
合唱では2000年頃から各地の中学、高等学校で外部指導員として担当教諭と協力しながら合唱部を指導し、NHK全国学校音楽コンクールなどのコンクールで数々の入賞に導く。また2002年より声楽アンサンブル「ヴォクスフマーナ」（Vox humana）に参加しており、2006年11月にはギタリスト村治佳織と、CD「ライア&ソネット」発売記念リサイタルツアーにて共演。1998年、2006年とアジアユース合唱団（Asian Youth Choir）に、2001年より毎年、ジャパンユース合唱団（Japan Youth Choir)に参加しており、現在はジャパン・チェンバー・クワイア（Japan Chamber Choir）、山形コーラル・ソサイエティ（Yamagata Choral Society）のメンバーとして活動中。
2009年に拠点を山形に移し現在、東北文教大学准教授、同大学コーラス部顧問、山形オペラ協会、全国大学音楽教育学会、東北地区大学音楽教育学会、各会員。U-28山形コーラル・アカデミー（U-28 Yamagata Choral Academy）音楽監督、羽黒高等学校合唱部外部コーチ、鶴岡北高校外部講師、けやきジュニア合唱団顧問。2007年にはラグビーリポビタンDチャレンジ日本vs韓国戦で国歌独唱を務めている。